# Pipeline Open Data Standard
Le Pipeline Open Data Standard est une modélisation de base de données pour les systèmes dédiés à la collecte, au transport et à la distribution de gaz et de liquide par canalisation (ou pipeline en anglais francisé). L'association PODS est une association à but non lucratif; elle maintient et promeut le modèle de données relationnel.
L'association PODS est composée de membres de l'industrie du pipeline, comprenant des opérateurs, des fournisseurs de services, des organismes gouvernementaux et des associations. Les cotisations sont utilisées pour financer les activités du comité technique, et des activités telles qu'un appui technique et administratif, et le site Web. L'Association est dirigée par un conseil d'administration; la supervision technique des normes est géré par le Comité technique et les activités quotidiennes sont gérées par le directeur exécutif.
Le conseil d'administration est composé de onze (11) leaders de l'industrie. Environ la moitié des postes sont élus chaque année. Les statuts exigent que, au moins six des onze postes soient occupés par des exploitants de pipelines.
L'association PODS travaille avec Oracle Spatial et ESRI pour développer la mise en œuvre spatiale. Le modèle de données relationnelles n'est pas proprement dit spatialement référencées, mais de nombreuses entreprises l'ont spatialisé.

## Historique de l'association PODS
L'association PODS débute en 1998 comme Gaz Research Institute (GRI), initiative visant à élaborer un élargissement du modèle de données ISAT. ISAT 2.0 est devenu PODS 2.0. En 2000, des bénévoles dirige les recherches au travers d'entreprises industrielles (afin de minimiser les coûts). Le premier membre a été CenterPoint Energy et l'Association avait environ 10 membres.
En 2002, l'Association devient à but non lucratif. En début d'année 2008, l'association compte plus de 90 membres.

## Historique du modèle PODS
- PODS 2.0, publié en 2001, avec moins de 70 tables.
- PODS 3.0, publié en 2002, double en taille, et comprend plusieurs sous-modèle.
- PODS 3.1, publié en 2003.
- PODS 3.2, publié en 2004.
- PODS 3.2.1, publié en 2004, version de maintenance.
- PODS 4.0, publié en 2006, inclut le sous-modèle ILI et la documentation.
- PODS 4.0.1, publié en 2007, version de maintenance.
- PODS 4.0.2, publié en 2007, version de maintenance.
- PODS 5.0, publié en 2009, version de maintenance.
  - PODS 5.0 ESRI GeoDatabase spatiale, publié 2010

## Source
- (en) Cet article est partiellement ou en totalité issu de l’article de Wikipédia en anglais intitulé « Pipeline Open Data Standard » (voir la liste des auteurs).